# Thư viện Công tước Anna Amalia
Thư viện Công tước Anna Amalia (Đức: Herzogin Anna Amalia Bibliothek) là một ngôi nhà ở Weimar, Đức, nơi chứa một bộ sưu tập văn học lớn và các tài liệu lịch sử. Nó là một phần của Di sản thế giới Weimar cổ điển được UNESCO công nhận từ năm 1998. Năm 2004, một đám cháy lớn đã thiêu hủy một phần đáng kể, quá trình phục hồi thực hiện ngay sau đó và kéo dài tới tận năm 2015.
Thư viện chứa khoảng 1.000.000 cuốn sách, 2.000 bản thảo thời Trung Cổ và cận đại, 600 sổ sách sơ khai, 10.000 tấm bản đồ và 4.000 bảng tổng phổ âm nhạc. Trong số này có 850.000 cuốn sách trọng tâm của văn học Đức, đặc biệt là bộ sưu tập của William Shakespeare bao gồm khoảng 10.000 cuốn sách cũng như một cuốn sách Kinh Thánh thế kỷ 16 của Martin Luther.

## Lịch sử
Sau ba năm mở cửa cho công chúng tham quan thì vào năm 1991, thư viện công tước đổi thành Nữ công tước Anna Amalia của Braunschweig-Wolfenbüttel, người đã sắp xếp vào năm 1766 một bộ sưu tập sách nhã nhặn đưa đến thư viện.
Tòa nhà chính được gọi là Grünes Schloss (Lâu đài Xanh) cũng chính là khu cư trú của Anna Amalia được xây dựng từ năm 1562 đến 1565 bởi kiến trúc sư Nikolaus Gromann. Nữ công tước đã chuyển tòa nhà thành thư viện vào năm 1761, để tìm gia sư cho con trai bà là Carl August bà đã thuê Christoph Martin Wieland, một nhà thơ và dịch giả nổi tiếng các tác phẩm của William Shakespeare. Các tác phẩm của Shakespeare do Wieland biên dịch tạo thành bộ sưu tập cốt lõi của thư viện này. Về mặt kiến trúc, thư viện này nổi tiếng thế giới với hội trường mang phong cách Rococo hình bầu dục với bức chân dung của Đại công tước Carl August.
Một trong những đọc giả quen thuộc của thư viện này chính là Johann Wolfgang von Goethe, người đã từng nghiên cứu tại thư viện từ năm năm 1797 đến 1832. Tại đây còn có bộ sưu tập vở kịch Faust lớn nhất thế giới. Bộ sưu tập âm nhạc gồm 13.000 cuốn sách rất đáng kể của Nữ công tước cũng được lưu trữ tại đây.
Trong Chiến tranh thế giới lần thứ hai, hầu hết các bộ sưu tập đã được lưu trữ ở nơi khác để bảo vệ nó khỏi những vụ đánh bom của quân Đồng Minh. Ngày nay, thư viện là một địa điểm nghiên cứu công cộng về văn học và lịch sử nghệ thuật, trọng tâm chính là văn học Đức thời cổ điển và thời kỳ lãng mạn muộn.